# ジョージ・モンタギュー (第4代マンチェスター公爵)

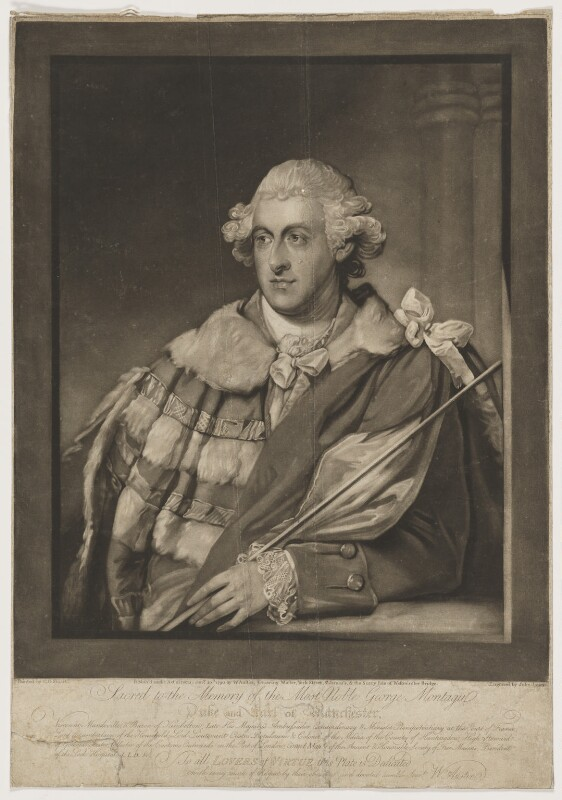
ギルバート・ステュアートによる絵画に基づく、ジョン・ジョーンズによるメゾチント。1790年出版。

第4代マンチェスター公爵チャールズ・エドワード・モンタギュー（英: George Montagu, 4th Duke of Manchester, PC、1737年4月6日 - 1788年9月2日）は、イギリスの政治家、外交官、貴族。11739年から1762年までマンドヴィル子爵の儀礼称号を使用した。

## 経歴
1737年4月6日、第3代マンチェスター公爵ロバート・モンタギューとその妻ハリエット（1755年2月25日没、エドワード・ダンチの娘）の間の長男として生まれる。
1757年7月に陸軍に入り、歩兵少尉としての名誉辞令を受けた。1759年10月にハンティンドンシャー民兵隊が設立されたときその隊長を務め、1779年7月に再設立されたときも隊長を務めた。
1761年から1762年にかけてハンティンドン選挙区から選出されてホイッグ党の庶民院議員を務めたが、1762年5月10日には父の死により第4代マンチェスター公爵位を継承し、貴族院議員となった。同年から1788年に死去するまでハンティンドンシャー統監を務め、1763年7月6日にオックスフォード大学より民法学博士の名誉学位を授与された。議会ではホイッグ党に属し、1783年のフォックス＝ノース連立内閣を支持した。
1777年から1782年にかけてはフリーメイソンのイングランド・首席グランドロッジのグランドマスターを務めた。
1782年4月10日に枢密顧問官に列した。1782年から1783年まで宮内長官を、1783年4月から12月にかけて在フランス大使を務めた。
クリケットを見るときに風邪をひいて、3日間高熱を出したのち1788年9月2日にブライトンで病死、14日に埋葬された。長男ジョージが早世したため、次男ウィリアムが爵位を継承した。

## 家族
1762年10月23日に第2代準男爵サー・ジェイムズ・ダッシュウッドの娘エリザベス（1740年ごろ – 1832年6月26日）と結婚、以下の6子を儲ける。
- 第1子(長女)アン・メアリー・モンタギュー (?-1796)
- 第2子(次女)エミリー・モンタギュー (?-1838)
- 第3子(長男)ジョージ・モンタギュー（1763年11月111日 – 1772年2月23日[1]）
- 第4子(三女)キャロライン・マリア・モンタギュー (1770-1847) ： 第3代モントローズ公爵ジェイムズ・グラハムと結婚
- 第5子(次男)ウィリアム・モンタギュー（英語版）（1771年10月21日 – 1843年3月18日） - 第5代マンチェスター公爵[1]
- 第6子(四女)フレデリック・モンタギュー（英語版） (1774-1827)